# 桂紅雀
桂 紅雀（かつら こうじゃく）は、落語の名跡。過去に2人おり、ともに入門は上方落語であるが、先に名乗った方は江戸落語（東京）に転じた。当代は特に代数を名乗っていない。
- 桂 紅雀（生年不明 - 1937年7月15日[1]） - 本名：高原萬蔵[1]。初代桂枝雀の門人だったが、大正中期に上京して初代桂小南の門下となる[1]。末期には「睦会」に所属した[1]。
- 桂 紅雀 - 当代、本項にて以下詳述。

桂 紅雀（かつら こうじゃく、1971年5月15日 - ）は滋賀県滋賀郡志賀町出身の上方落語の落語家。本名∶大江 一夫。所属事務所は米朝事務所。

## 来歴
幼少期は当時の志賀町小野地区で育ち、真野川で魚を捕ったりして遊んでいた。芥川龍之介の小説『芋粥』に地元の高島が登場することや史跡の存在を知るようになって、湖西地区出身であることに誇りを持てるようになったという。
滋賀県立高島高等学校を経て酪農学園大学に進む。大学時代は落語研究会に所属した。2代目桂枝雀の落語を聞き、「登場人物が絵で浮かんでくる」と感嘆して、1995年夏より弟子入りを志願し、枝雀の全国の公演会を追い続けた。紅雀によると、最初の大阪府四條畷市では会えず、青森県弘前市で初めて楽屋で面会し、千葉県市川市での楽屋で枝雀の落語の感想を提出するように指示されたという。大学中退後、1995年9月18日に入門を許され、枝雀の最後の弟子となる。枝雀が弟子を取るのは桂む雀以来14年ぶりで、それまですべての弟子を住み込みの内弟子としていた枝雀も「学校のような型で」弟子を育てたいと、当初は通い弟子とした。しかし、まもなく住み込みに変えている。とはいえ、3代目桂南光の証言では、紅雀に対してはそれまでの「一言一句」の細かい指導ではなく、教えたのとは違う演じ方をしても「あのほうがおもしろいから」とそのままにしていたという。
翌1996年4月の安井金比羅会館「米朝落語研究会」で初舞台。1997年から枝雀がうつ病を再発させて休業し闘病生活に入ると、献身的に支えた。枝雀が「還暦記念」として計画していた通算20日間の公演企画「枝雀六十番」では、弟子の出番は前座の紅雀のみ（10の演題を二度演じる形）とする予定だった。
2004年4月20日の郵政記念日に、大津中央郵便局の一日局長を務めた。
2007年夏ごろから体調を崩し実家で静養していた。
2009年9月13日に初の独演会をABCホールで開催。

## 得意ネタ
「子ほめ」「七度狐」「いらち俥」など。

## 人物
剣道二段。競馬好きでもある。喫煙者である。
桂吉朝が胃ガン療養明けの高座で、主治医（執刀医）が紅雀によく似た風貌であった事を入院時のエピソードに絡めて「常に目がオドオドしている」「アイツは凄く慌て者なんですよ」と面白可笑しくネタにしているのがCD音源に残っている。

## 出演番組

### 現在
- テレビ滋賀プラスワン（びわ湖放送）

### 過去
- まもなく夜明け米朝事務所です（ラジオ大阪）
- こんちわコンちゃんお昼ですょ!水曜日（MBSラジオ、2012年5月30日から「夕刊紙ナビゲーター」を担当）
- 石坂線物語（NHK大津放送局）

## 出演CM
- 日本コカ・コーラ「綾鷹」（2012年） - 笑福亭鶴志、桂文之助（出演当時は桂雀松）、7代目笑福亭松喬（出演当時は笑福亭三喬）、桂わかばらと共演。